# Summertime (Cody Simpson)
Summertime è un singolo di Cody Simpson, pubblicato sotto etichetta Atlantic nel 2010. Del singolo è stato anche pubblicato un videoclip il 20 settembre 2010. Precede il singolo iYiYi e successivamente Cody ha pubblicato All Day. Non è stato ancora inserito in nessun album.

## Tracce
Download digitale
1. Summertime – 3:52